# Franz Aspelmayr
Franz Aspelmayr (Linz, 2 d'abril de 1728 - Viena, 29 de juliol de 1786) fou un compositor i violinista austríac.
A més de diversos duos, trios i quartets per a violí i violoncel i de serenates per a instruments de vent, va escriure algunes òperes i balls per al teatre Imperial.

## Ballets
- Iphigénie en Tauride (1768)
- Agamemnon vengé (1771)
- Alexandre et Campaspe de Larisse (1772)
- Acis et Galatée (1773)

## Òperes
- Iphigénie en Tauride (1768)
- Agamemnon vengé (1771)
- Alexandre et Campaspe de Larisse (1772)
- Acis et Galatée (1773)